# Assembleia da Macedónia do Norte
A Assembleia da Macedônia do Norte, ou Macedónia do Norte, (Македонско Собрание) é a sede do poder legislativo da Macedónia do Norte, o parlamento é no formato unicameral e conta atualmente com 120 membros eleitos para mandatos de 4 anos eleitos por representação proporcional em 6 círculos eleitorais.

## Composição Partidária
| Partido | Partido                           | Ideologia                                        | Espectro        | Deputados | Status   |
| ------- | --------------------------------- | ------------------------------------------------ | --------------- | --------- | -------- |
|         | União Social-Democrata            | Social-democracia                                | Centro-esquerda | 46 / 120  | Governo  |
|         | VMRO-DPMNE                        | Conservadorismo nacional                         | Direita         | 44 / 120  | Oposição |
|         | União Democrática pela Integração | Interesses da minoria albanesa Social-democracia | Centro-esquerda | 15 / 120  | Governo  |
|         | Aliança pelos Albaneses           | Interesses da minoria albanesa Conservadorismo   | Centro-direita  | 12 / 120  | Oposição |
|         | A Esquerda                        | Socialismo                                       | Esquerda        | 2 / 120   | Oposição |
|         | Partido Democrático dos Albaneses | Interesses da minoria albanesa Conservadorismo   | Centro-direita  | 1 / 120   | Governo  |